# شبانلی
شبانلی (به ترکی آذربایجانی: Şabanlı) یک منطقه مسکونی درجمهوری آذربایجان است که در شهرستان جلیل‌آباد واقع شده است. شبانلی ۱۲۶۳ نفر جمعیت دارد.